# 森見春菜
諸賀　春菜（もろが　はるな、1984年3月20日 - ）は、日本の女優。本名は諸賀　春菜（もろが　はるな）。旧芸名 森見　春菜(もりみ　はるな)という活動名。愛知県出身。血液型A型、身長155cm、趣味はお琴、歌。趣特技はタップダンス、ヒップホップ、ジャズダンス、レジ打ち。

## 人物・概歴
- 10歳より地元名古屋で芸能活動を始める。
- 1996年 - 1998年、テアトルアカデミー選抜クラス在籍。
- 1998年 - 2004年、劇団ひまわり(名古屋)選抜クラス「スカイスターズ」在籍。
- 2004年、ミュージカルkiddyへ出演がきっかけで、上京。劇団ひまわり退所。
- 2005年2月、上京。有限会社リトル・ガーデンへ所属するが、2年後フリーで活動。
- 2008年有限会社宝井プロジェクト所属。ドラマ「早海さんと呼ばれる日」、舞台IZAM主宰ベニバラ兎団の若手公演「恋とパズルとシャンプーと」客演。その年の本公演にも出演。舞台「Bio9」。IZAM、時東ぁみ、城田純と共演。
- 2012年Ustream毎週木曜日15時 - 16時。ラーメンミュージシャン井手隊長の『今3時?そうねだいたいね』（TVライブオンライン)アシスタントとして出演。

## 出演

### テレビドラマ
- ヒットメーカー 阿久悠物語（2008年8月1日、日本テレビ） - 出場者 役
- 漂流ネットカフェ（2009年4月-6月、TBSテレビ） - カップル 役
- 早海さんと呼ばれる日（2012年1月-3月、フジテレビ） - レジ店員 役
- モメる門には福きたる（2013年1-3月、フジテレビ系） - 弁護士(レギュラー) 役
- 松本清張スペシャル・顔（2013年10月3日、フジテレビ） - 涼子のお付き 役
- ほんとにあった怖い話〜Xホスピタル〜（2013年8月、フジテレビ） - 患者お化け役
- 十津川警部シリーズ「京都〜小浜殺人迷路〜八百比尼伝説の怪〜」（2014年1月、TBSテレビ） - 相原剛の愛人役
- 熱血硬派くにおくん 第5話（2013年、NOTTV） - 生徒 役
- 花嫁のれん 第3シリーズ（2014年1-3月、フジテレビ系） - マリ(レギュラー) 役
- 僕のいた時間 第5話（2014年1月-3月、フジテレビ） - 新婚夫婦役

### テレビ
- ほっとサンデー生放送（1995年、CBC）
- おはようクジラ（2004年3月29日、TBSテレビ）
- どですか!（2003年、名古屋テレビ）
- シャキーン!（2008年、NHK）
- がっちりアカデミー（2011年、TBSテレビ）
- 天才!志村どうぶつ園（2012年、日本テレビ）
- オデッサの階段（2012年、フジテレビ）
- プレゼント☆モブ（2013年、NHK）
- 恋愛検定（2013年、NHK）
- 情報プレゼンター とくダネ!（2013年、フジテレビ）

### 舞台
- ハンス・クリスチャン・アンデルセン（2000年、愛知芸術劇場小ホール）
- おもちゃ箱（2000年、愛知芸術劇場小ホール）
- Axle第1回公演「太陽のうた」（2002年、愛知芸術劇場小ホール）-ダンス部員役
- 赤毛のアン（2003年、アートピアホール/大垣市民会館）-(準主役)ダイアナ・バリー役
- ジュニアミュージカル＆ジュニアレビュー「kiddy」（2004年、銀座博品館劇場） - ジョーカー役
- ミュージカル「GANg」(新宿シアターアプル)
- 劇団K助「オムニー」（2010年、野方区民ホール） - 鬼頭 恵役
- IZAM主宰ベニバラ兎団　若手公演「恋とパズルとシャンプーと」（2011年、下北沢 楽園） - 小泉役
- IZAM主宰ベニバラ兎団「Bio9」（2011年、新宿モリエール） - 鈴木役

太陽マジックフィルム「サクラサクコロ」
太陽マジックフィルムプレゼンツ「黒い箱の中に白い箱」

### CM
- 大正製薬「リポビタンD」（2000年7月-8月〜夏の甲子園高校野球期間〜） - 野球部マネジャー役

花キューピット(ネットCM)

### モデル
- 「美人温度計」iPhone/iPod touch/iPadアプリケーション（2012年秋冬）

### イベント
- 「豊川ダンスコンテスト」　デモストレーションダンス
- 2012年夏「大つけ麺博 日本一決定戦！！」USTREAMラーメンミュージシャン井手隊長の「今3時?そうねだいたいね」／TVライブオンライン（2012年8月） - アシスタント 特設会場ステージにて公開生放送

### ネット番組
- USTREAM「麺トーク」／TVライブオンライン（2012年4月-9月） - アシスタント(レギュラー)
- USTREAM「こけつ横丁」／TVライブオンライン（2012年） - ゲスト出演
- USTREAMラーメンミュージシャン井手隊長の「今3時?そうねだいたいね」／TVライブオンライン（2012年 - ） - アシスタント(レギュラー)